# Gypsophila aucheri
Gypsophila aucheri är en nejlikväxtart som beskrevs av Pierre Edmond Boissier. Gypsophila aucheri ingår i släktet slöjor, och familjen nejlikväxter. Inga underarter finns listade i Catalogue of Life.